# Список кандидатов в президенты и вице-президенты США от Федералистской партии

Черно-белая кокарда, использовавшаяся во время Американской революции и позже ставшая символом Федералистской партии

В данном списке представлены все кандидаты на пост президента и вице-президентов США от Федералистской партии.
Федералистская партия (англ. Federalist party была одной из первых политических партий США, существовавшей в рамках первой партийной системы. Она была сформирована в 1791 году вокруг сторонников министра финансов Александра Гамильтона, выступавшего за сильное федеральное правительство и пользовавшегося поддержкой первого президента Джорджа Вашингтона. К 1795 году сторонники администрации (так изначально называли федералистов) окрепли, окончательно оформились как партия и выдвинули Джона Адамса на пост президента на выборах 1796 года.
Федералисты поддерживали создание американского Центрального банка, развитие судоходства, поддержание тарифной системы и нейтралитет во внешней политике. Эта политика встретила сильное сопротивление, особенно на юге; вскоре Джеймс Мэдисон и Томас Джеффесон организовали оппозицию, известную как Демократическо-республиканская партия. В 1801 году федералисты потеряли власть после поражения Адамса при попытке переизбраться и так и не смогли её вернуть из-за внутренних разногласий и нежелания идти на компромиссы ради победы. Партия решительно выступила против войны 1812 года и была практически мертва в 1817 году, хотя правящие демократические республиканцы приняли некоторых из их принципов и идей.

## Список
| Год выборов | Кандидат на пост президента                                           | Кандидат на пост вице-президента                                      | Результат      | Результат    | Результат          | Итог                         | Победитель                                               | Примечания |
| Год выборов | Кандидат на пост президента                                           | Кандидат на пост вице-президента                                      | Кол-во голосов | Доля голосов | Голосов выборщиков | Итог                         | Победитель                                               | Примечания |
| ----------- | --------------------------------------------------------------------- | --------------------------------------------------------------------- | -------------- | ------------ | ------------------ | ---------------------------- | -------------------------------------------------------- | ---------- |
| 1796        | Джон Адамс англ. John Adams (1735—1826)                               | Томас Пинкни англ. Thomas Pinckney (1750—1828)                        | 35 147         | 53,3%        | 71                 | Победа (избран только Адамс) | Джон Адамс (Федералистская партия)                       | [ 5 ]      |
| 1800        | Джон Адамс англ. John Adams (1735—1826)                               | Чарльз Коутсуорт Пинкни англ. Charles Cotesworth Pinckney (1746—1825) | 29 621         | 39,4%        | 65                 | Поражение                    | Томас Джефферсон (Демократическо-республиканская партия) | [ 6 ]      |
| 1804        | Чарльз Коутсуорт Пинкни англ. Charles Cotesworth Pinckney (1746—1825) | Руфус Кинг англ. Rufus King (1755—1827)                               | 38 519         | 26,7%        | 14                 | Поражение                    | Томас Джефферсон (Демократическо-республиканская партия) | [ 7 ]      |
| 1808        | Чарльз Коутсуорт Пинкни англ. Charles Cotesworth Pinckney (1746—1825) | Руфус Кинг англ. Rufus King (1755—1827)                               | 60 976         | 31,7%        | 47                 | Поражение                    | Джеймс Мэдисон (Демократическо-республиканская партия)   | [ 8 ]      |
| 1812        | Девитт Клинтон (де-факто) англ. DeWitt Clinton (1769—1828)            | Джаред Ингерсолл-младший англ. Jared Ingersoll Jr (1749—1822)         | 132 781        | 47,6%        | 89                 | Поражение                    | Джеймс Мэдисон (Демократическо-республиканская партия)   | [ 12 ]     |
| 1816        | Руфус Кинг (де-факто) англ. Rufus King (1755—1827)                    | N/A                                                                   | 17 300         | 15,5%        | 34                 | Поражение                    | Джеймс Монро (Демократическо-республиканская партия)     | [ 22 ]     |
| 1820        | N/A                                                                   | Ричард Стоктон англ. Richard Stockton (1764—1828)                     | 20 660         | 18,9%        | 0                  | Поражение                    | Джеймс Монро (Демократическо-республиканская партия)     | [ 25 ]     |

### Комментарии
1. ↑  В начале XIX века не было систем централизованного подсчёта голосов, в связи с чем в разных источниках приводятся разные данные результатов народного голосования.
2. ↑  Указано число голосов выборщиков за кандидата на пост президента.
3. ↑  До ратификации двенадцатой поправки к американской Конституции в 1804 году каждый выборщик мог отдать два голоса за двух разных кандидатов: так, кандидат, набравший наибольшее количество голосов, становился президентом, а кандидат, получивший второе
место, - вице-президентом[3]; Адамс занял первое место с 71 голосами, а Пинкни — третье с 59[4].
4. ↑  Томас Джефферсон занял второе место по общему количеству голосов выборщиков и был избран вице-президентом вместо Томаса Пинкни[3].
5. ↑  До ратификации двенадцатой поправки к американской Конституции в 1804 году каждый выборщик мог отдать два голоса за двух разных кандидатов: так, кандидат, набравший наибольшее количество голосов, становился президентом, а кандидат, получивший второе
место, - вице-президентом; Адамс занял третье место с 65 голосами, а Пинкни — четвёртое с 64[4].
6. ↑  Несмотря на то, что Клинтон часто считается кандидатом от федералистов, технически он баллотировался как демократ-республиканец, а сама федералистская партия на национальном уровне вообще не выдвинула кандидата[9].
7. ↑  Федералисты Виргинии отвергли кандидатуру Клинтона и выдвинули Руфуса Кинга на пост президента, однако это не оказало большого влияния на результаты выборов, так как Мэдисон легко победил в своём родном штате, а Кинг набрал около 27% голосов[10]
8. ↑  Три выборщика, проголосовавшие за Клинтона на пост президента, отдали голоса за кандидата на пост вице-президента демократов-республиканцев Элбриджа Герри; таким образом за Ингерсолла проголосовало 86 выборщиков[11].
9. ↑  В 1816 году партия Федералистов была деморализована после поражения Кинга на выборах губернатора Нью-Йорка[англ.] и не выдвинула своего кандидата на пост президента; таким образом он не считался кандидатом и не участвовал в предвыборной кампании. За Кинга проголосовало 34 выборщика-федералиста из Массачусетса, Делавэра и Коннектикута[13], назначенных местными законодательными органами, контролируемыми федералистами (на тот момент не все штаты выбирали выборщиков по результатам народного голосования)[14][15][16].
10. ↑  Ни один кандидат не был выдвинут на пост вице-президента от федералистской партии официально. По итогам голосования коллегии выборщиков Джон Эгер Ховард получил 22 голоса, Джеймс Росс[англ.] — 5, Джон Маршалл — 4, Роберт Гудло Харпер[англ.] — 3[17].
11. ↑  Три выборщика-федералиста из Мэриленда и один из Делавэра не стали голосовать[18][19][20][21].
12. ↑  Федералисты не выдвинули кандидата на пост президента[23].
13. ↑  По итогам голосования коллегии выборщиков Ричард Стоктон получил 8 голосов, Дэниел Родни[англ.] — 4, Роберт Гудло Харпер[англ.] и Ричард Раш — по 1[24].